# Free Download Manager
Free Download Manager (FDM) — бесплатный менеджер закачек для Windows, macOS, Linux и Android.

## История
Изначально был проприетарным ПО. С версии 2.5 по 3.9.7 был свободным. Исходный код версии 5.0 и новее недоступен, лицензия GNU General Public License была убрана из приложения. Более не поддерживает закачку FLV-видео с YouTube, Google Video и других сайтов. Поддерживает конвертирование FLV. Поддерживает BitTorrent. Офлайн-браузер. Поддерживает частичную закачку архивов ZIP. Одной из особенностей программы является гибкий настраиваемый интерфейс пользователя.

## Возможности программы
- Интеграция в веб-браузеры Internet Explorer 4.0 и выше, Opera 7.0 и выше, Netscape Navigator 6.0 и выше, SeaMonkey, Google Chrome, Apple Safari, Mozilla Firefox 52.0 и выше[6]
- Встроенный FTP-клиент
- Поддержка протокола BitTorrent
- Возможность создания .torrent-файлов
- Поддержка Metalink
- Перехват ссылок из буфера обмена
- Возможность сверки MD5-суммы закачанного файла
- Рейтинг закачиваемых файлов
- Возможность закачки видео с видеосервисов
- Интегрированный веб-паук
- Интерфейс многоязычный (30 языков, в том числе русский)[7]
- Возможность сделать отдельные настройки для определённых сайтов (т. н. Site Manager)
- Возможна частичная загрузка ZIP-архивов
- Возможна загрузка файлов на сервер (используется http://wikifortio.com/)
- Возможна регулировка размера файлов, отслеживаемых в браузере
- Падает при загрузке нескольких тысяч файлов